# Susie Garrett
Susie Garrett (Detroit, 29 december 1929 - Southfield, Michigan, 24 mei 2002) was een Amerikaanse jazz-zangeres en actrice.
Garrett zong als jazzzangeres in clubs in Detroit. Ze trad op in toneelstukken als Dark of the Moon en Shakin' the Mess Out of Misery. Na enkele bijrollen in onder meer The Twilight Zone en The Jeffersons speelde ze 85 afleveringen lang Betty Johnson in Punky Brewster. Ook had ze een kleine rol in de film "Wicked Stepmother".
Naast haar carrière als actrice studeerde ze psychologie aan Shaw College. Met haar zuster Marla Gibbs richtte ze bovendien in Los Angeles een acteerschool op, de Crossroads Art Academy. Garrett overleed aan de gevolgen van kanker.
- Library of Congress Control Number: no2010071581
- MusicBrainz: e2d85ebc-f241-4ec8-9163-e7f2eeccb2af
- Virtual International Authority File: 121183369
- WorldCat: E39PBJxMqBCvrb94FwrxKXpHG3